# Велике Чебаєво
Велике Чеба́єво (рос. Большое Чебаево) — присілок у складі Великоустюзького району Вологодської області, Росія. Входить до складу Зарічного сільського поселення.

## Населення
Населення — 18 осіб (2010; 18 у 2002).
Національний склад (станом на 2002 рік):
- росіяни — 100 %